# Yo soy (álbum de Mike Bahía)
Yo soy es el primer extended play del cantante colombiano Mike Bahía.
El álbum se caracteriza por el estilo particular de Mike Bahía, con una combinación tropical entre el urbano y el reggae. Asimismo, el álbum marca el lanzamiento de Mike Bahía como artista, después de su éxito en sus sencillos: «Buscándote», «Estar contigo», «La muñeca» y «Amantes», canción que interpretó junto a Greeicy.
De este álbum, se desprenden algunos sencillos como: «Déjame» y «Noche en Hawaii». En este álbum, está incluida la participación de Bonny Lovy.

## Lista de canciones
| N.º | Título                                       | Duración |  |
| 1.  | «Déjame»                                     | 3:09     |  |
| 2.  | «Noche en Hawái» (Bonny Lovy con Mike Bahía) | 2:57     |  |
| 3.  | «Gitana»                                     | 3:06     |  |
| 4.  | «Dicen»                                      | 3:00     |  |
| 5.  | «Alguien me dijo»                            | 3:45     |  |
| 6.  | «Sola bonita»                                | 3:04     |  |